# Fossárfoss
Fossárfoss (in lingua islandese: cascata del Fossá) è una cascata alta 15 metri situata nella regione dell'Austurland, la parte orientale dell'Islanda. È chiamata anche Sveinstekksfoss.

## Descrizione
È l'ultima cascata formata dal fiume Fossá (in lingua islandese: fiume della cascata) nella valle Fossárdalur, prima di sfociare nella baia di Fossárvík, sulla sponda sud-ovest del fiordo Berufjörður, e quindi nell'Oceano Atlantico. Per formare la cascata il fiume compie un salto di 15 metri.
Un'altra cascata chiamata con lo stesso nome Fossárfoss, è presente nella baia di Húnaflói.
Nella valle del Fossárdalur sono presenti numerose altre cascate:
- Múlafoss, risalendo il corso del fiume per circa di un'ora di cammino.
- Stekkásfoss, una piccola cascata nei pressi del centro informazioni di Eyjólfsstaðir.
- Gongufossinn, alla fine della vallata.

## Accesso
La cascata è situata nel Berufjörður a poca distanza dalla Hringvegur, la grande strada statale ad anello che contorna tutta l'Islanda, ma l'accesso migliore alla valle Fossárdalur è dalla strada 9671 Urðarteigsvegur o dalla strada 9669 per Eyjolfsstadir. 
Dal 1998 la parte interna del Fossárvík è stata suddivisa in due parti da una diga, con un ponte lungo 40 m sul quale scorre la Hringvegur. Il ponte precedente è stato costruito nel 1968 ed era lungo solo 8,5 metri.